# Haliplus immaculatus
Haliplus immaculatus es una especie de escarabajo acuático del género Haliplus, familia Haliplidae. Fue descrita científicamente por Gerhardt en 1877.
Esta especie habita en Países Bajos, Gran Bretaña e Irlanda del Norte, Bélgica, Dinamarca, Suecia, Alemania, Noruega, Finlandia, Francia, Austria, Irlanda, Estonia, Polonia, Luxemburgo, Suiza, Federación Rusa y los Estados Unidos de América.